# Idris Ibragimowitsch Umajew
Idris Ibragimowitsch Umajew (russisch Идрис Ибрагимович Умаев; * 15. Januar 1999 in Komsomolskoje) ist ein russischer Fußballspieler.

## Karriere

### Verein
Umajew begann seine Karriere bei Terek Grosny, das sich 2017 in Achmat Grosny umbenannte. Im März 2018 stand er gegen Arsenal Tula erstmals im Profikader Achmats. Im Januar 2019 wurde er nach Litauen an den FK Palanga verliehen. Bis zum Ende der Leihe in der Sommerpause der Saison 2019 kam er zu 14 Einsätzen in der A lyga, in denen er sieben Tore erzielte. Im Juli 2019 wurde er innerhalb Russlands an den Zweitligisten FK Chimki weiterverliehen. Für Chimki absolvierte er bis zum Abbruch der Saison 2019/20 elf Spiele in der Perwenstwo FNL, in denen er dreimal traf. Mit Chimki stieg er zu Saisonende in die Premjer-Liga auf.
Zur Saison 2020/21 kehrte Umajew nach Grosny zurück. Nach seiner Rückkehr debütierte er im August 2020 gegen Arsenal Tula in der Premjer-Liga. Nach vier Einsätzen für Achmat wurde der Stürmer im Oktober 2020 ein drittes Mal verliehen, diesmal an den Zweitligisten Tschaika Pestschanokopskoje. Für Tschaika absolvierte er bis Saisonende 13 Zweitligapartien, in denen er fünf Tore erzielte. Im Juli 2021 wurde er nach Kasachstan an Schachtjor Qaraghandy weiterverliehen. Für die Kasachen absolvierte er bis zum Ende der Saison 2021 fünf Spiele in der Premjer-Liga. Im Januar 2022 kehrte er wieder nach Grosny zurück, wo er bis zum Ende der russischen Spielzeit 2021/22 elfmal zum Einsatz kam.
Im September 2022 wurde Umajew erst für ein halbes Jahr an den Zweitligisten FK Jenissei Krasnojarsk verliehen und im Februar 2023 folgte eine weitere Leihe über sechs Monate zum kasachischen Erstligisten FK Aqtöbe. Seit der Saison 2024 steht Umajew nun fest beim FK Aqtöbe unter Vertrag. Dort gewann er in seiner ersten Spielzeit auf Anhieb den nationalen Pokal durch einen 2:1-Finalerfolg über den Ligarivalen FK Atyrau.

### Nationalmannschaft
Umajew kam 2018 sechsmal für die russische U-20-Nationalmannschaft in Testspielen zum Einsatz.

## Erfolge
- Kasachischer Pokalsieger: 2024